# Брейдо, Анатолий Ерухимович
Анатолий Ерухимович Брейдо (19 февраля 1903, Кременчуг — 24 февраля 1965, Москва) — советский военачальник, генерал-лейтенант артиллерии (1945). Начальник артиллерии 44-й Армии (1942), 58-й армии (1942), 39-й армии (1942), 57-й армии (1943). Начальник кафедры артиллерии Военной Академии Бронетанковых Войск имени И. В. Сталина (1959).

## Юные Годы
Анатолий (Натан) Брейдо родился в 1903 году в семье портного в городе Кременчуг Полтавской губернии. Работал как ученик слесаря, окончил 3 класса 4-х классного ремесленного училища в 1919 году.

## Начало военной службы
Брейдо вступил в Красную Армию в 1920 году. Закончил военно-политические курсы, после которых служил политруком роты 532 стрелкового полка 60-й стрелковой дивизии. Быстро продвигался по службе; в Феврале 1921 назначен военным комиссаром 5-го ротного участка Кременчугского территориального полка.
1922 — Военный комиссар Всевобуча Черкасского Окрвоенкомата.
В ВКП(б) с 1923 года.
1926 — политрук роты 135 стрелкового полка 45-й стрелковой дивизии.

## Между войнами
В 1926—1928 — слушатель Киевской высшей объединённой военной школы и Сумской артиллерийской школы. С 1929 — командир батареи 135-го полка 45-й стрелковой дивизии. В 1931 году зачислен на курсы усовершенствования высшего начальствующего состава при Военной академии имени М. В. Фрунзе.
С 1934 по 1939 год служил на командных должностях в 81-й стрелковой дивизии. В марте 1937 присвоено звание майора. В августе 1937 года получил выговор за потерю бдительности и «политическую беспечность, невскрытие деятельности врагов в полку». С сентября 1939 — начальник артиллерии 81-й стрелковой дивизии.

## Великая Отечественная война
В 1939 — 1940 в составе 81-й стрелковой дивизии принимал участие в Польской кампании и присоединении к СССР Бессарабии и Северной Буковины. В ноябре 1939 за успешное командование артиллерией присвоено звание полковника..
С марта 1941 — начальник артиллерии 55 Корпуса 18 Армии.
С сентября 1941 по февраль 1942 года — начальник штаба, заместитель начальника артиллерии 9 Армии.
Первая боевая награда — Орден Красного Знамени — вручён за организацию выхода из окружения трёх артиллерийских полков в районе Новый Данцинг (ныне Виноградовка), командование переправой через реку Южный Буг, инициативу в борьбе против танковой группы Клейста.
В феврале 1942 назначен начальником артиллерии 44 Армии, в июне 1942 — начальником артиллерии 58 Армии, в августе 1942 — начальником артиллерии 39 армии.
В феврале 1942 присвоено звание «генерал-майор артиллерии».
С октября 1943 года и до конца войны — начальник артиллерии 57 армии. В июне 1944 года артиллерия Брейдо сыграла важную роль в нейтрализации котла противника в районе Витебска и Орши, в результате были окружены и частично уничтожены 5 дивизий и несколько подразделений 3-й танковой армии вермахта. 30 марта 1945 года артиллеристы под командованием Брейдо обеспечили успех 57-й армии во взятии штурмом важного опорного пункта противника — города Марцали в Венгрии.
В апреле 1945 присвоено звание «генерал-лейтенант артиллерии».
Военные успехи Брейдо отмечены полководческими орденами Богдана Хмельницкого двух степеней; орденом Кутузова 2-й степени; орденом Суворова 2-й степени; орденом Ленина.

## После Великой Отечественной войны
Послевоенная служба генерал-лейтенанта артиллерии прошла два этапа. На первом – с 1945 по 1959 год Анатолий Брейдо по-прежнему служил начальником артиллерии армии, затем – заместителем командующего артиллерией Туркестанского военного округа. До 1965 года генерал Брейдо был начальником кафедры ракетных войск и артиллерии Военной академии бронетанковых и механизированных войск. Слушатели вспоминали о нем как о преподавателе от бога. Кафедра Брейдо слыла лучшим подразделением академии
28 января 1965 года генерал-лейтенант артиллерии уволен в отставку. Менее чем через месяц – 24 февраля ушел из жизни и был похоронен на Новодевичьем кладбище Москвы.